# Chimonobambusa ningnanica
Chimonobambusa ningnanica är en gräsart som beskrevs av Hsueh f. och L.Z.Gao. Chimonobambusa ningnanica ingår i släktet Chimonobambusa och familjen gräs. Inga underarter finns listade i Catalogue of Life.